# Saint-Étienne-sur-Suippe
Saint-Étienne-sur-Suippe település Franciaországban, Marne megyében. Lakosainak száma 349 fő (2022. január 1.). Saint-Étienne-sur-Suippe Houdilcourt, Poilcourt-Sydney, Auménancourt, Boult-sur-Suippe és Bourgogne-Fresne községekkel határos.

## Népesség
A település népessége az elmúlt években az alábbi módon változott:
| Lakosok száma | 156  | 200  | 222  | 260  | 304  | 310  | 316  | 330  | 335  | 349  |
|               | 1968 | 1982 | 1990 | 2006 | 2013 | 2015 | 2017 | 2019 | 2020 | 2022 |